# Гиппарин (стратег)
Гиппарин (др.-греч. Ἰππαρῖνος; V—IV века до н. э.) — древнегреческий политический деятель и военачальник, стратег Сиракуз, соратник Дионисия Старшего и отец Диона.

## Биография
Гиппарин упоминается у Аристотеля как один из самых богатых и влиятельных граждан Сиракуз; оставшись без состояния из-за собственной расточительности, он решил принять участие в установлении тирании в родном городе. Предположительно Гиппарин поддерживал Гермократа. После его гибели он стал одним из стратегов 406 года до н. э. и поддержал своего коллегу Дионисия, который смог захватить власть. После этих событий Гиппарин не упоминается в сохранившихся источниках. При этом Платон в одном из своих писем пишет о нём как о человеке, который совместно с Дионисием спас Сиракузы от карфагенян. По-видимому, до конца жизни Гиппарин был на стороне Дионисия.
У Гиппарина было по крайней мере трое детей. Его дочь Аристомаха стала женой Дионисия, матерью ещё одного Гиппарина, Нисея, Ареты и Софросины. Сын Гиппарина Дион занимал высокое положение при дворе обоих Дионисиев, но в конце концов сверг младшего из них. Вторым сыном Гиппарина был Мегакл.